# 全国人民代表大会常务委员会办公厅
全国人民代表大会常务委员会办公厅（简称全国人大常委会办公厅）是全国人民代表大会常务委员会的综合办事机构，在全国人民代表大会常务委员会秘书长领导下工作，全国人民代表大会常务委员会副秘书长协助秘书长工作。

## 沿革
1954年9月，全国人大常委会成立。全国人大常委会办公厅同时成立。1954年办公厅成立时，下设五室一局二处：法律室、民族室、人民接待室、编译室、顾问室、典礼局（前身是1949年设立的中央人民政府典礼局）、秘书处、总务处。1955年增设研究室。
1956年，撤销顾问室，增设国际议会活动办公室。1958年后，撤销研究室、编译室、典礼局、国际议会活动办公室、总务处。1958年7月，将秘书处改为秘书室。1965年，将办公厅秘书室下设的外事组改为外事室，办公厅由此下设五个室：法律室、民族室、人民接待室、秘书室、外事室。
文革爆发后，1966年8月， 康生、徐冰、刘宁一、周荣鑫组成全国人大常委会机关领导小组，主持常委会机关工作。1968年6月，根据中共中央决定，全国人大常委会机关和全国政协机关实行军管，全国人大常委会机关设立军管组。1969年11月，全国人大常委会机关在湖北沙洋设立五七干校，大部分人员被下放到五七干校劳动，法律室、民族室、人民接待室、秘书室、外事室随之停止工作，全国人大常委会机关在北京成立留守处, 在军代表李启煌领导下处理日常工作。1973年3月军管组撤离。
1975年1月13日至17日，第四届全国人民代表大会第一次会议在北京召开。同年2月，全国人大常委会机关在人民大会堂恢复办公，常委会下设民族政策研究组、宗教政策研究组、办公厅，办公厅下设秘书组、外事组、政法组、总务组。
1978年2月26日到3月5日, 第五届全国人民代表大会第一次会议在北京召开。五届全国人大一次会议恢复设立全国人民代表大会代表资格审查委员会，办公厅下设秘书组、外事组、政法组、总务组、信访组。1979年设立机关纪委。
1980年，全国人大办公厅下设各组改名为室，总务组划归秘书室，调整为四个室：秘书室、政法室、外事室、信访室。1981年增设研究室，共计五个室。
1983年6月6日到21日，第六届全国人民代表大会第一次会议在北京召开。会议根据新《中华人民共和国宪法》的规定，在全国人大设立代表资格审查委员会和民族、法律、财政经济、教育科技文化卫生、外事、华侨6个专门委员会。办公厅下设秘书室、政法室、信访室、外事室、研究室。1983年室改名为局，政法室更名为联络局，成为四局一室：秘书局、联络局、信访局、外事局、研究室。1986年5月增设行政管理局。1987年7月增设新闻局、人事局，成为七局一室。六届人大一次会议以后，设立机关党委办公室，为局级单位。后来，秘书局拆分为秘书一局、秘书二局，行政管理局改为机关事务管理局，还设立了离退休干部局。1988年，人民大会堂管理局由中共中央办公厅划归全国人大常委会办公厅管理。
按照中共十五大关于推进机构改革的总体部署，全国各级人大、政协机关，法院、检察院机关，群众团体机关从2000年开始分别进行机构改革。2000年12月26日，《中共中央关于全国人大机关、全国政协机关机构改革的意见》（中发〔2000〕18号）下发。按照中央精神，全国人大机关各工作委员会和专门委员会办事机构职责作适当调整，重点理顺办公厅研究室与部门专门委员会办事机构、全国人大财政经济委员会内设机构与全国人大常委会预算工委内设机构的职责关系，将资料管理、后勤服务和办刊等工作划转事业单位承担。此次改革，全国人大机关、全国政协机关对人员编制适当精简，把精简人员编制与深化干部人事制度改革结合起来，充实了专门人才，加强业务工作力量，优化了干部队伍结构。
2007年3月，撤销秘书二局，将秘书一局重新改为秘书局。

## 职责
根据有关规定，全国人大常委会办公厅承担下列职能：
1. 承担全国人大会议、全国人大常委会会议、委员长会议的各项筹备和会务工作；
2. 受委员长会议的委托，拟定有关的议案草案和常委会工作的有关计划；
3. 承担全国人大及其常委会行使职权的调查研究工作；
4. 负责全国人大及其常委会有关报告、文件的起草和准备工作；
5. 组织办理全国人大代表提出的议案及建议、批评和意见；
6. 承担全国人大常委会同全国人大代表和省、自治区、直辖市的人大常委会的联络工作；
7. 承办全国人大及其常委会同外国议会、议会国际组织的交往联系工作；
8. 负责全国人大及其常委会的新闻发布和宣传工作；
9. 办理和接待全国人大代表和人民群众的来信来访；
10. 承担全国人大及其常委会的后勤保障和会议服务工作等。

## 机构设置
根据有关规定，全国人大常委会办公厅设置下列机构：

### 内设机构
- 秘书局
- 研究室（副部级）
- 外事局
- 新闻局
- 信访局
- 人事局
- 离退休干部局
- 机关事务管理局
- 全国人大常委会机关党委
- 全国人大常委会机关纪委
- 全国人大常委会机关工会
- 全国人大常委会机关团委

### 直属事业单位
- 人民大会堂管理局
- 全国人大机关服务中心
- 全国人大培训中心
- 全国人大信息中心
- 全国人大图书馆
- 全国人大会议中心
- 《中国人大》杂志社

## 驻全国人大机关纪检监察组
中央纪律检查委员会国家监察委员会驻全国人大机关纪检监察组，简称中央纪委国家监委驻全国人大机关纪检监察组，是中国共产党中央纪律检查委员会、中华人民共和国国家监察委员会设在全国人民代表大会机关的派驻机构。

### 沿革
2013年11月中共十八届三中全会《中共中央关于全面深化改革若干重大问题的决定》要求：“全面落实中央纪委向中央一级党和国家机关派驻纪检机构，实行统一名称、统一管理。派驻机构对派出机关负责，履行监督职责。”2014年12月，中共中央制定出台《关于加强中央纪委派驻机构建设的意见》，为派驻全覆盖确定了时间表和路线图。2015年1月，经中共中央审批同意，中央纪委在中央办公厅、中央组织部、中央宣传部、中央统战部、全国人大机关、国务院办公厅、全国政协机关新设7家派驻机构，其中除全国人大机关、全国政协机关实行单独派驻外，其余5家实行综合派驻，共涵盖53个部门和单位。2015年3月下旬，中央纪委首次向这7家党和国家重要部门派驻纪检组。2015年4月9日，全国人大机关召开党的工作会议暨纪检工作会议，张立军出席并讲话。4月10日，中央纪委驻全国人大机关纪检组召开第一次全体会议，传达学习习近平总书记和王岐山等中央纪委领导对派驻工作的要求。4月17日召开纪检组第二次全体会议。4月21日，中央纪委驻全国人大机关纪检组组长、党组成员张立军率领纪检组全体人员，与全国人大机关党组成员、原党组纪检组组长王金亮及机关纪委负责人座谈，与原全国人大机关党组纪检组交接工作。另外中央纪委驻全国人大机关纪检组党支部成立，纪检组副组长张雯为党支部书记。派驻纪检组受中央纪委直接领导、统一管理，向中央纪委负责并请示报告工作，在全国人大机关履行监督执纪问责职能。派驻纪检组与驻在单位全国人大机关是监督和被监督的关系，同时派驻纪检组党支部又是驻在单位党委即全国人大常委会机关党委的一个支部。2018年，更名为中央纪委国家监委驻全国人大机关纪检监察组。

### 历任领导
| 组长 - 张立军（2015年3月－2019年3月） - 任建华（2019年7月－2021年2月） - 王立山（2021年2月－） 副组长 - 张雯（2015年－2020年7月） | 正局级纪律检查员 副局级纪律检查员 |